# Herman Lukoff
Herman Lukoff (Filadélfia, 2 de maio de 1923 — 24 de setembro de 1979) foi um informático estadunidense.